# Митар Трифуновић Учо
Митар Трифуновић Учо (Брвник, код Шамца, 1880 — Логор Јасеновац, новембар 1941) био је учесник Октобарске револуције, једна од најистакнутијих личности радничког покрета у Краљевини Југославији и народни херој Југославије.

## Биографија
Рођен је 1880. године у селу Брвнику, код Шамца.
Још у раној младости приступио је радничком покрету. С почетком Првог светског рата, мобилисан је од стране аустроугарске војске и послат на Источни фронт. После заробљавања, у Русији је пришао радницима и учествовао у Октобарској социјалистичкој револуцији. Из Русије је као добровољац отишао на Солунски фронт.
Године 1918. после завршетка рата и стварања Краљевине Срба, Хрвата и Словенаца, вратио се у Тузлу с чином наредника-водника српске војске. Био је један од истакнутих руководилаца и организатора радничког покрета у Босни и Херцеговини. На листи Комунистичке партије Југославије изабран је, 1920. године, за народног посланика Уставотворне скупштине. Те године је руководио штрајком рудара, који је трајао три месеца и другим штрајком рудара, који је познат као „Хусинска буна“.
После Обзнане је ухапшен као посланик Комунистичке партије Југославије. По изласку из затвора наставља рад на стварању илегалних партијских организација и синдиката. После проглашења шестојануарске диктатуре, 1929. године, поново је ухапшен и од Суда за заштиту државе, у Београду, осуђен на три године робије, коју је издржао у Сремској Митровици.
У току 1935. године стварао је организације Независних синдиката и руководио штрајком дрводеља. Нарочито се истакао у борби против фракционаштва унутар Комунистичке партије Југославије. Власти Тузле су га интернирале у Босански Шамац, где је остао све до 1940. године.
Почетком 1941. године вратио се у Тузлу, где је живео и радио илегално. После окупације Краљевине Југославије и стварања усташке Независне Државе Хрватске, ухапшен је 14. августа, у стану једног рудара у Креки, и спроведен у логор Јасеновац. Стрељан је новембра 1941. године.
Указом председника Федеративне Народне Републике Југославије Јосипа Броза Тита, 27. новембра 1953. године, проглашен је за народног хероја.